# Course camarguaise
La course camarguaise est un sport dans lequel les participants tentent d'attraper des attributs primés fixés au frontal et aux cornes d'un bœuf appelé cocardier ou biòu (bœuf en provençal), mais auquel on confère parfois la dignité de taureau en l'appelant : taureau cocardier. Ce jeu sportif, sans mise à mort, est pratiqué dans les départements français du Gard, de l'Hérault, une large partie des Bouches-du-Rhône, ainsi que dans quelques communes de Vaucluse. La compétition sportive est organisée en trois trophées avec le Trophée des As, le Trophée des Raseteurs et le Trophée de l'Avenir.
La course camarguaise est pratiquée dans une région qui s'étend bien au-delà du pays camarguais, des portes d'Avignon jusqu'à Montpellier, réunissant autour du delta du Rhône une partie du Languedoc, et de la Provence, selon une tradition qui remonte au Moyen Âge.

## Histoire

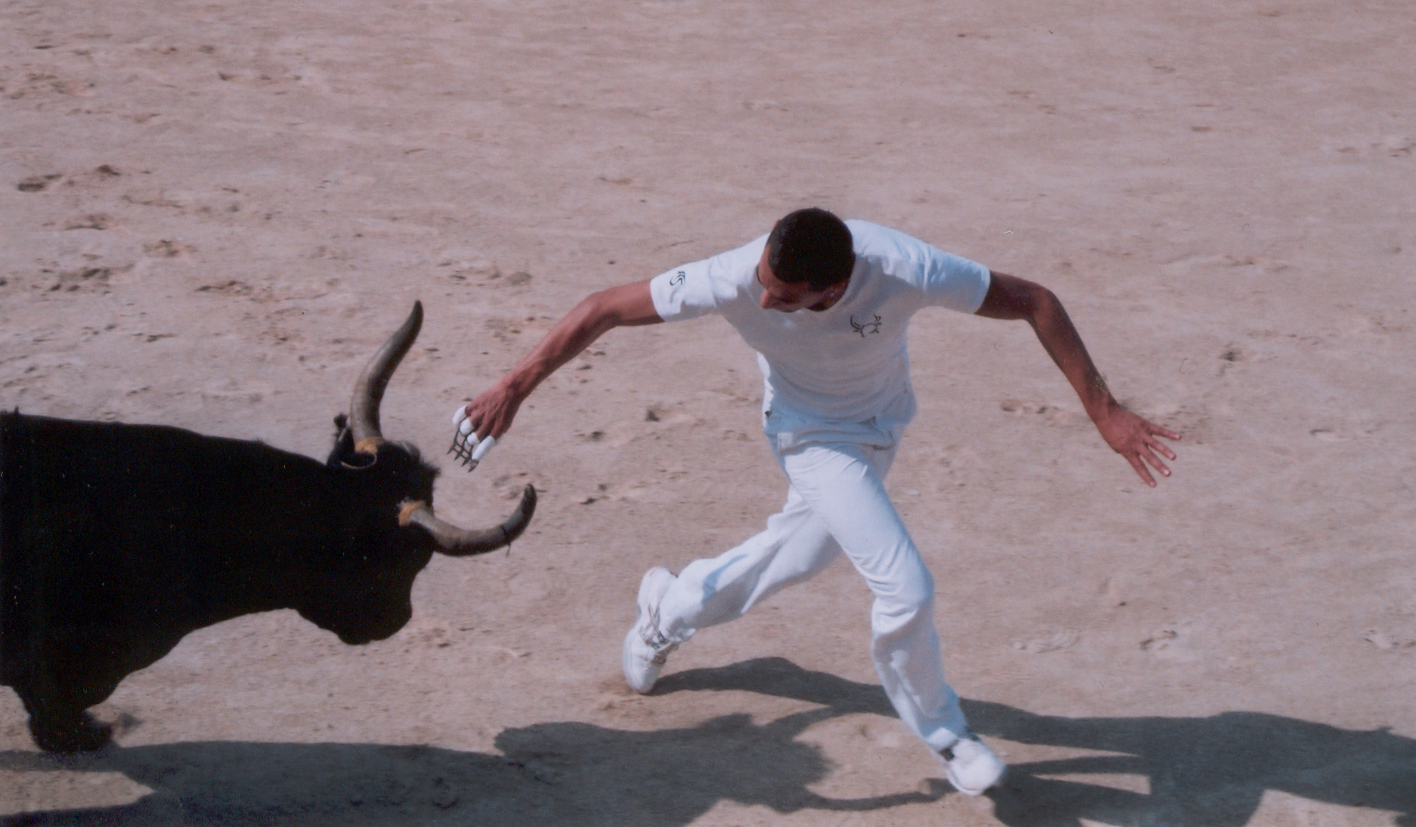
Raseteur tentant d'attraper les attributs primés
arènes de Palavas, feria du 30 avril 2007

Les premières traces de courses en Camargue parvenues jusqu'à nous concernent, d'une part les exploits d'un certain Capitaine de Ventabren, qui aurait affronté des taureaux furieux à une date imprécise, d'autre part deux courses de taureaux que Catherine de Médicis, puis Henri IV, auraient présidées en Camargue dès le XVIe siècle. D'autres historiens apportent des données plus anciennes : « les plus anciennes mentions font état de jeux taurins en Arles lors d'une foire qui se tenait à la Pentecôte dès le XIIe ou le XIIIe siècle. On mentionne encore les jeux taurins qui se multiplient dès le XVIe siècle dans les bourgs du Gard méridional et la région de Nîmes, s'étendant jusqu'à Avignon et ses environs au XIXe siècle ».
Les origines des jeux taurins en Camargue sont fréquemment en lien avec les activités des abattoirs. Mais à la campagne, ils se déroulent dans des mas, avant de gagner les villes où ils figurent au programme des fêtes, sur les places ou dans les rues. Jean Baptiste Maudet signale une course donnée en 1594 à Arles, devant Catherine de Médicis et le jeune roi Charles IX. Dans la région camarguaise, bien avant le XIIIe siècle, et avant même l'importation de taureaux espagnols, l'afiecioun est déjà présente, illustrée à la fois par des jeux ruraux et des courses. Dès 1551, on dispose aussi de témoignages écrits sur les manades et les ferrades, par exemple, sous la plume de Quiqueran de Beaujeu : « La ferrade, c'est imprimer avec un fer rouge la marque des maîtres en la fesse des taureaux ». Dix ans plus tard, c'est Poldo d'Albenas qui définit le fer comme le moyen le plus sûr de reconnaître un animal de son troupeau, s'il a été perdu ou volé.
Si la course camarguaise est issue des jeux rustiques des vachers et des garçons bouchers, dès la révolution française, elle intéresse très vite la bourgeoisie. La course camarguaise participe aux fêtes patriotiques. Les cornes des taureaux sont décorées de fleurs, de foulards et de toutes sortes d'éléments, dont le plus important est le ruban rouge qui orne le front du taureau et qui porte le nom patriotique de cocarde. La course camarguaise a connu diverses appellations. D'abord désignée sous le nom de course provençale au XVe siècle — à cause d'un antagonisme historique entre Languedoc et Nacioun Provençalo, que des lettrés ont entretenu et que le folklore a prolongé jusqu'au XIXe siècle —, elle s'est ensuite appelée course libre, dont la ville de Lunel était déclarée reine.
Le 27 février 1966, le congrès qui se déroule au Paluds-de-Noves, dans les Bouches-du-Rhône, adopte la mise en place du projet Vignon : la course à la cocarde y reçoit son premier règlement, la Charte de la course à la cocarde. Avec lui, l’appellation course libre, même si elle a continué longtemps d'être utilisée, devient caduque et cède la place à course à la cocarde. En 1975, la Fédération française de la course camarguaise est créée sous la loi des associations de 1901.
Le 10 octobre 1975, la Fédération française de la course camarguaise (FFCC) est agréée par le Ministère de la jeunesse, des sports et de la vie associative français. La course camarguaise est reconnue comme sport par le Secrétariat d’État à la jeunesse et aux sports. La Course à la cocarde devient définitivement la Course camarguaise.

## La course

### Avant la course

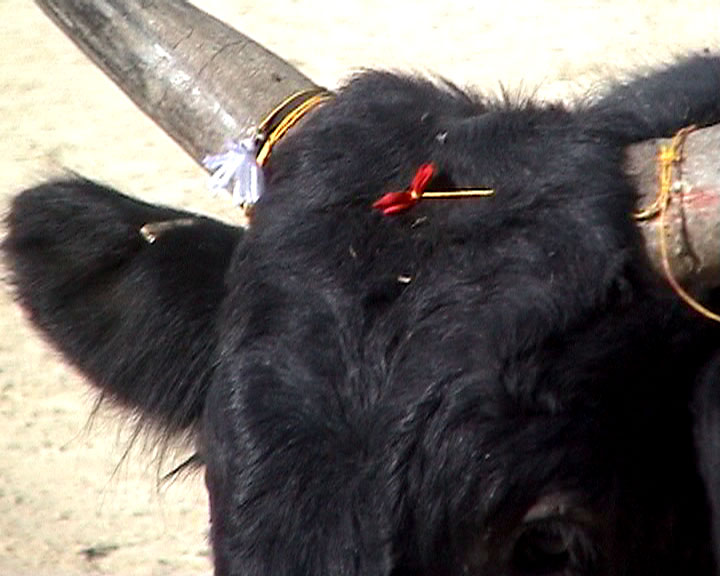
Les attributs : la cocarde, le gland et la ficelle.

L'abrivado, qui précède la course, désigne l'arrivée dans les arènes des taureaux en provenance des prés, accompagnés à cheval par les gardians de la manade. Leur retour aux prés après la course, dans les mêmes conditions, est appelé la bandido. Au cours de ces deux manifestations festives, le but des gardians, contrôlant chevaux et taureaux, est de rester groupés emmaillés, tandis que celui du public — les gens dans la rue, appelés les attrapaïres — est de détourner les taureaux et de défaire leur bel ordre de marche.
Abrivado et bandido se déroulent ainsi, jusqu'aux alentours des années 1970. Depuis, quel que soit le prestige dû au rang des différents taureaux, ceux-ci sont conduits en camion : ce sont des vedettes et leurs noms sur les affiches sont écrits bien plus grand que ceux des raseteurs invités. Récemment, une exposition a été consacrée au cocardier Goya, surnommé le Seigneur de Provence, dans la ville de Beaucaire, — exemple du prestige et de l'admiration que les afeciounados portent au taureau. Puis dans le toril, les gardians fixent les attributs du taureau : cocarde, glands et ficelles. Objets d'un attachement particulier, ces attributs feront l'objet de primes durant la course.
À l'inverse de la démarche tauromachique de la corrida espagnole, dans la course camarguaise, c'est le taureau qui est mis au premier plan. S'il arrive que l'animal se blesse — à cause d'un coup de crochet mal ajusté du raseteur ou d'une mauvaise réception dans un coup de barrière —, les raseteurs préviennent la présidence qui ordonne la suspension de toute action : le manadier vient alors en contre-piste pour juger de la blessure de son animal, et décider s'il poursuit la course, ou non. Le raseteur reste un élément clé de la course camarguaise, car la course dépend de son travail en piste (les rasets) — de mauvais rasets pouvant perturber le spectacle.

### Déroulement de la course

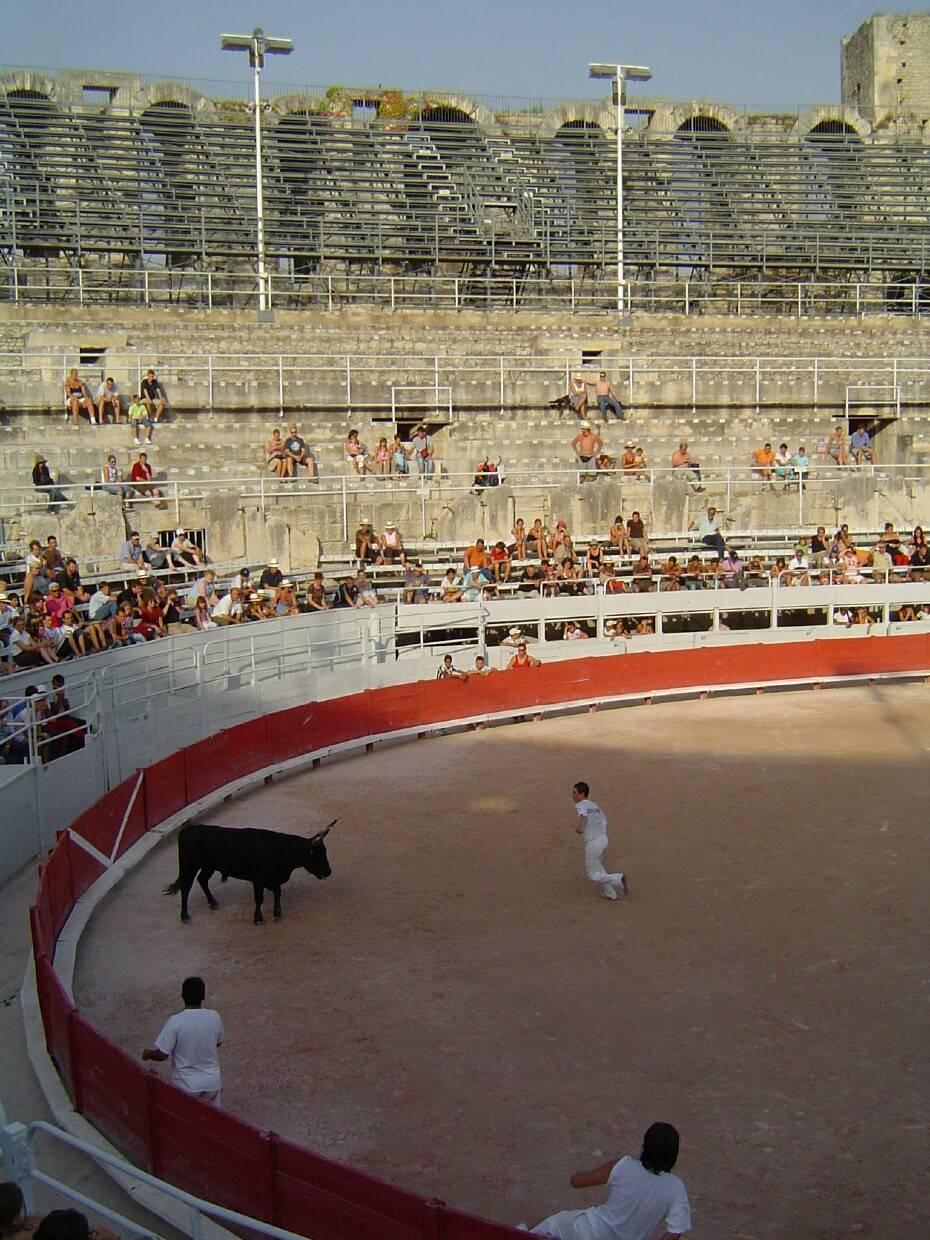
Course camarguaise en Arles.

Dans l'arène, la course commence par une capelado qui est l'équivalent du paseo de la corrida. Le défilé a lieu sur l'air d'ouverture de Carmen répartis en deux files sans ordre préliminaire ; le défilé des raseteurs se termine avec le salut à la présidence.
L'arrivée du taureau dans l'arène est annoncée par une sonnerie de trompette jouant L'èr di biòu.
Après avoir laissé une minute de répit au cocardier pour s'habituer à l'arène, une seconde sonnerie retentit pour indiquer aux raseteurs le début de leur attaque qui se fait, comme leur nom l'indique avec un raset.
Chaque cocardier est travaillé pendant un quart d'heure maximum par un groupe de raseteurs indépendants les uns des autres et assistés de tourneurs, qui sont l'équivalent des peons de corrida. Le nombre de protagonistes varie d'une course à l'autre, généralement de 4 à 20 personnes. Il est fixé en fonction de la taille de la piste.
Dès sa sortie du toril, l'animal doit être capable de prendre position le dos à la barricade pour surveiller ses adversaires. Lorsque ceux-ci courent vers lui les bras tendus vers sa tête pour essayer de décrocher une prime, il réagit avec beaucoup de fougue, poursuivant les officiants jusqu'au bout de la piste.
Les raseteurs défient le taureau afin d'aller chercher sur ses cornes des attributs à l'aide d'un crochet. Ces attributs sont des trophées qui rapportent des points permettant de déterminer le meilleur des raseteurs dans les différentes manifestations de chaque catégorie, comme celles que l'on trouve dans les divisions au football : trophée de l'Avenir, trophée des Raseteurs, trophée des As. Le barème est très précis : la coupe de la cocarde vaut 1 point, l'enlèvement de la cocarde et des glands 2 points par attribut, l'enlèvement de la coupe du frontal 1 point, l'enlèvement de chaque ficelle 4 points.
Ces points sont donc liés directement aux attributs levés, peu importe la qualité du raset, seul l'enlèvement compte, des prix sont parfois attribués en complément pour le bon travail accompli, car le raset n'en déplaise à certains n'est pas simplement synonyme de course, il doit obéir à une courbe géométrique dans laquelle le pas dans le terrain du taureau à son importance, c'est d'ailleurs cela qui devrait être enseigné tant au public profane qu'aux jeunes dans les écoles taurines.
En contrepartie des points évoqués ci-dessus, les raseteurs sont rémunérés par des primes correspondantes. La valeur de l'attribut augmente au fil du temps, avec des enchères sponsorisées par le public et annoncées au micro par le président pour inciter à encourager les raseteurs.
Après la course, le taureau regagne ses prés et ses congénères, physiquement intact. À la fin de la course se déroule la bandido, qui est une abrivado dans le sens inverse : les taureaux rentrent aux prés.

### Le raset

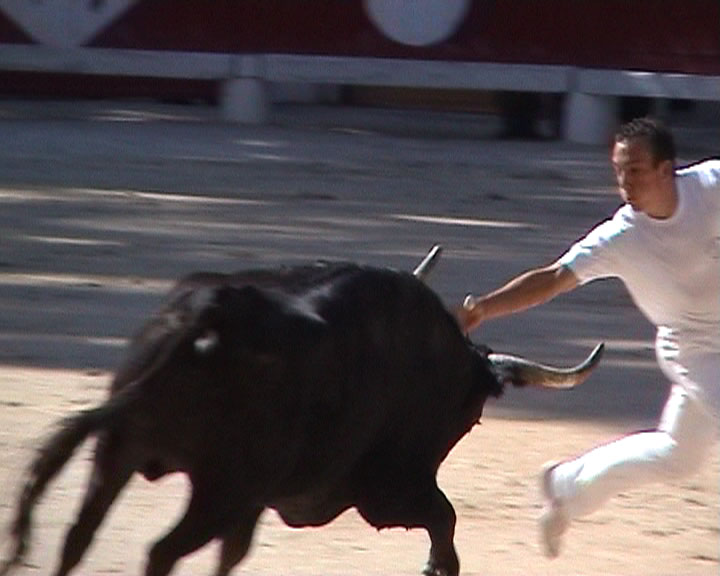
Raseteur en action.

Un raset se déroule en quatre temps. Le tourneur peut être un ancien raseteur. Il aide le raseteur à fixer le taureau et détourne l'attention de la bête pour que le raseteur puisse faire son raset. Son nom est écrit en rouge dans le dos de son tricot. Il ne possède pas de crochet. Il est chargé d'attirer l'attention du taureau pour le tourner face au raseteur qui s'apprête à s'élancer. Lorsque le cocardier et le raseteur se croisent, le raseteur tend son crochet et essaie de retirer un attribut ; si nécessaire, le raseteur saute par-dessus la barrière puis s'accroche au mur de l'enceinte de l'arène.

### Les attributs primés
Les attributs sont les éléments clef de la course camarguaise. En effet sans eux, il n'y aurait pas de jeu. Il y a trois attributs, ils vont être décrits dans l'ordre où les raseteurs doivent les enlever dans la course.
- La cocarde est un ruban de couleur rouge d'une dimension de cinq à sept centimètres de longueur et d'un centimètre de largeur. Elle est attachée à l'aide d'une ficelle sur le haut de front du taureau et au centre.
- Deux glands, des pompons de laine blanche, sont accrochés par un cordon à la base de chaque corne. Les glands, introduits à partir des années 1920 pour agrémenter le jeu, évoqueraient les organes génitaux perdus du cocardier[19].
- La ficelle qui est le dernier attribut à enlever est enroulée autour de la corne avec un nombre de tours variable et déterminé par le classement du taureau.

Outre la valeur pécuniaire, les attributs sont classés selon un barème : 1 point pour la cocarde, 1 pour le frontal, 2 points pour les glands, 4 points pour la ficelle. Ces points comptent pour le classement général annuel des raseteurs, cette course aux points fausse pour certains la qualité des spectacles, entraînant une exégèse non déguisée, présentant parfois des risques évidents de blessure.
Les points et le classement génèrent ainsi une forme de championnat nécessaire à tout spectacle avec ses qualités et ses défauts, l'animosité bien ordonnée devant rester la priorité.

## Intervenants et accessoires

### Le raseteur

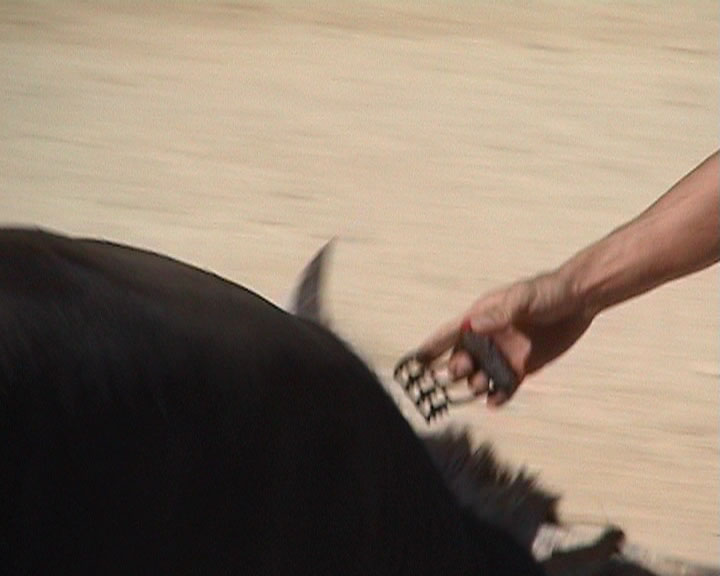
Un crochet.

Il affronte le taureau pour glaner les attributs primés à l'aide d'un crochet. Il déclenche la charge du taureau orienté par son tourneur, le but étant de couper ou lever les cocardes, glands ou ficelles. Il saute la barrière des arènes pour se protéger et préparer sa prochaine action.
Les raseteurs professionnels sont des sportifs de haut niveau qui suivent un entraînement quotidien.

### Les tourneurs
Ce sont toujours d'anciens raseteurs qui aident, selon que le raseteur est gaucher ou droitier, à placer ou à rabattre l'animal dans l'arène.

### Les habits
Les raseteurs, comme les tourneurs, doivent porter une tenue blanche. Leur nom est inscrit sur leur maillot, en noir pour les raseteurs, en rouge pour les tourneurs. Si leur tenue présente une inscription publicitaire, elle ne peut dépasser 10 cm2.

### Le crochet
Le crochet est une sorte de peigne en fer comportant quatre branches de 8 cm de longueur, dotées chacune de quatre dents, reliées par un manche transversal, incurvées vers l’intérieur. Une barrette transversale est permise à condition qu’elle soit dépourvue de dents.
Terminologiquement, l'as du crochet est un raseteur qui a concouru au Trophée des As, il n'en demeure pas moins que des raseteurs du Trophée des Raseteurs restent pour le public des As, parce que c'est le public (spectateur payant) qui se fait sa propre opinion.

### Le cocardier

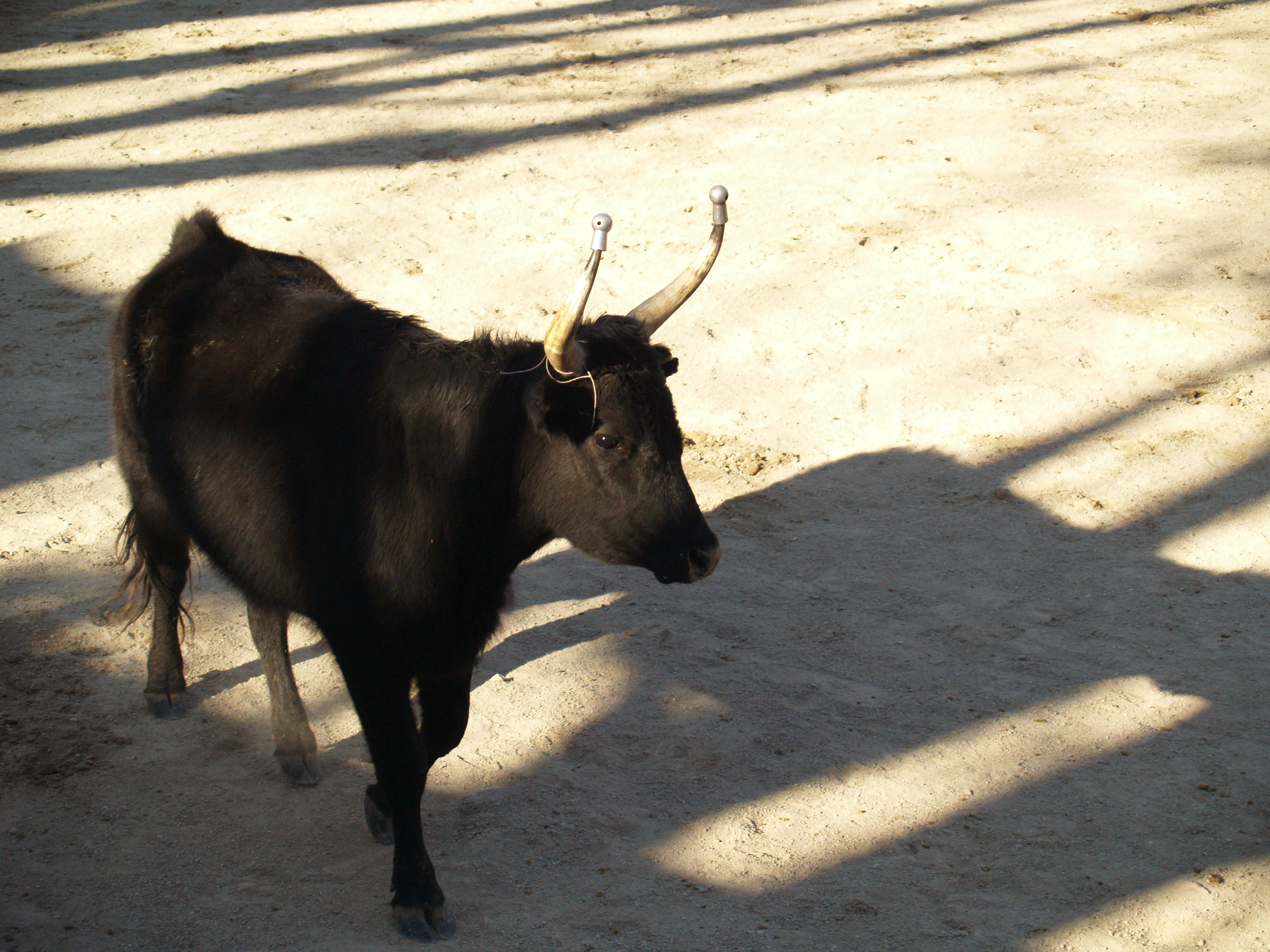
Un cocardier, ici emboulé lors d'une séance d'entraînement.

L'animal est appelé taureau cocardier, car c'est lui qui porte la cocarde.
Il s'agit ici d'un bœuf castré alors qu'il est encore un veau de un an anouble. Il est de race camarguaise (les Camargue ou raço di biòu), qui diffère des taureaux de race brave. Le cocardier camarguais est plus petit (entre 250 et 350 kg pour les mâles), plus nerveux et plus rapide que son cousin espagnol et ses cornes sont pour la plupart en forme de lyre ou de croissant très relevé.
Le meilleur cocardier de la saison remporte chaque année un prix : le Biòu d'or décerné par un jury. La prestation d'un cocardier vedette pouvait être, en 1998, rémunérée de 30 000 fr.

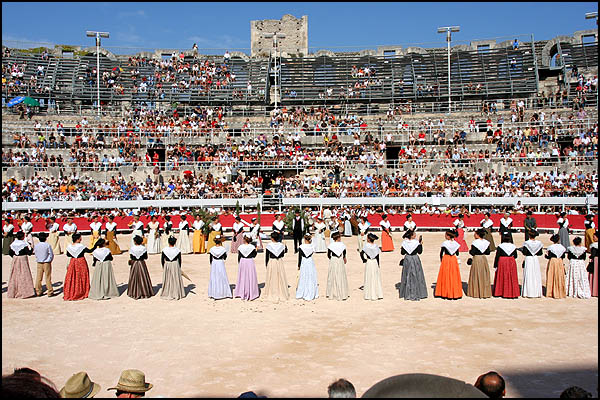
Ouverture de la cérémonie de la cocarde d'or (2006).
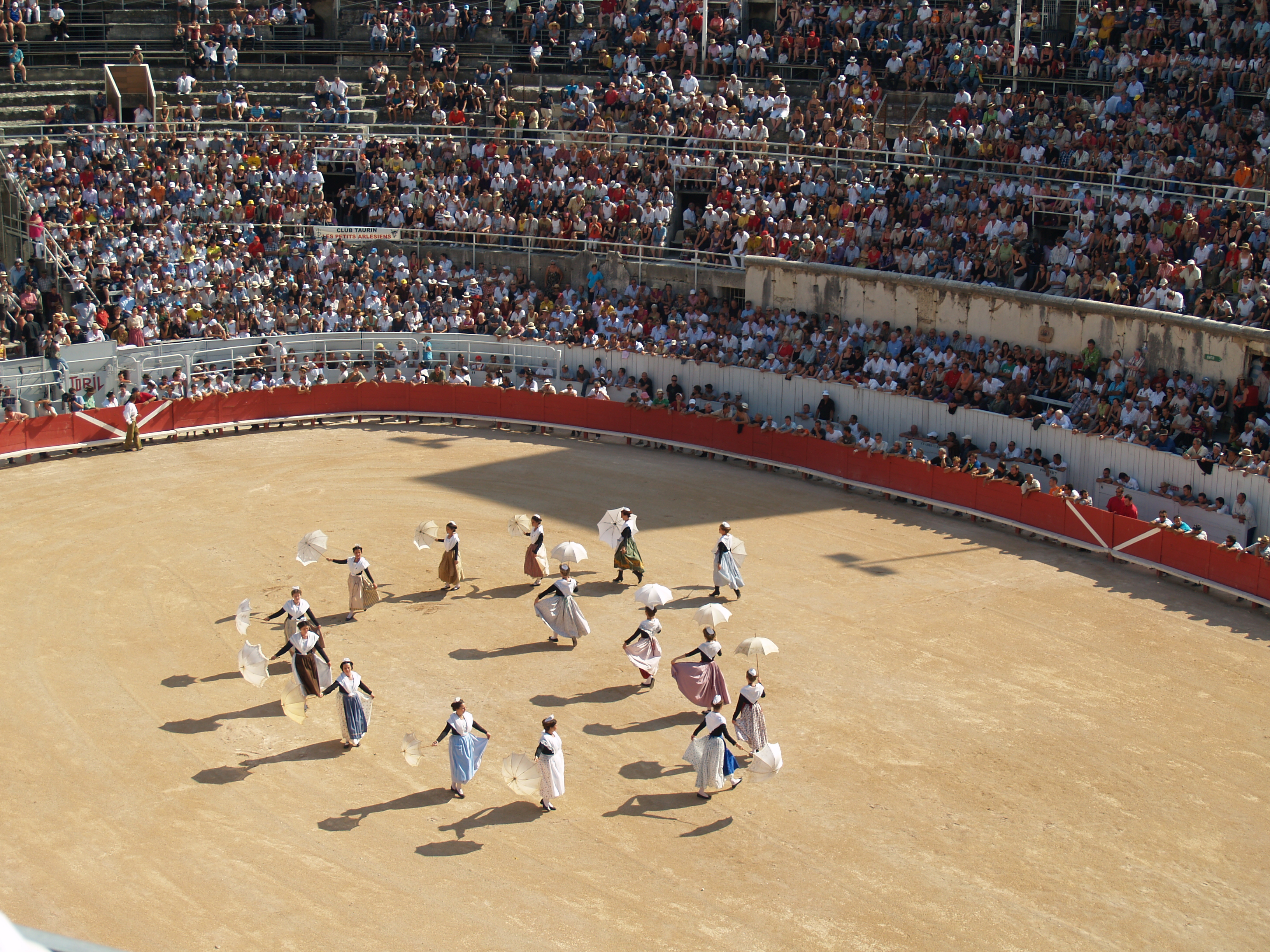
Capelado de la cocarde d'or (2009).

## Trophées et compétitions

### Les Trophées
Chaque année, les raseteurs s'affrontent dans trois trophées de différentes catégories. La première catégorie participe au trophée des As, la deuxième au trophée Honneur et la troisième pour les espoirs dans le trophée de l'Avenir.

### Les compétitions
Chaque année, trois rendez-vous retiennent l'attention des afeciounados, équivalent provençal de l'espagnol aficionado. D'après Frédéric Mistral, le mot afeciounado signifie passion, zélé, et qui a du goût pour.
- la Cocarde d'or d'Arles, fondée en 1931, qui est la plus importante et la plus prestigieuse ;
- la Palme d'or de Beaucaire ;
- la finale du Trophée des As, qui a lieu, en alternance, à Nîmes et Arles, elle fait suite aux finales du Trophée de l'Avenir et du Trophée Honneur.
- la finale du trophée de l'Avenir
- la finale du trophée Honneur
- Les finales des ligues (Occitanie et Paca)

Ces courses sont les plus importantes, mais de nombreuses autres courses avec trophée, ont lieu telles que le Trophée San Juan, le Gland d'Or, la Corne d'Or. Elles comptent généralement également pour le Trophée des As.

## Avenir de la course camarguaise
En forte augmentation depuis le début des années 1980, les courses camarguaises ont connu une véritable explosion en 2004, année où l'on recensait 921 courses avec 250 000 spectateurs selon les chiffres donnés par la Fédération française de la course camarguaise, avec une légère augmentation en 2005 (263 653 spectateurs). « Le passage officiel de la course libre à la course camarguaise par agrément ministériel de la Fédération en 1975 a sans aucun doute favorisé l'augmentation du nombre de compétitions et a permis de rationaliser la carrière des tenues blanches (…) Dès 1977, des courses pour débutants sont organisées avec de jeunes cocardiers, en 1988, les vaches sont autorisées à participer ».
On note cependant un léger coup d'arrêt dans l'augmentation des spectacles en raison des nouvelles règles de l'URSSAF sur la taxation des primes considérées comme rémunérations de travail. Mais si quelques municipalités comme Saint-Hippolyte-du-Fort, Quissac, Calvisson et d'autres, ont fermé leurs portes, dans le même temps, une remarquable extension s'est produite vers les zones géographiques des bandidos et des abrivados. Manifestations autrefois pratiquées dans les villes situées près des élevages, et qui se rattachent désormais plus largement à toutes les fêtes ayant un rapport de près ou de loin avec la culture du taureau. La croissance du nombre de spectacles camarguais est à l'origine du développement du nombre d'élevages qui a pratiquement triplé depuis 1970 : on compte plus de 150 manades à la fin des années 1990 alors qu'en 1970 il n'en existait que 50. Actuellement[Quand ?], chaque manade disposerait de 15 000 hectares en partie stabilisés dans le Parc naturel régional de Camargue.
En 2021, selon l'universitaire Régis Keerle, certains problèmes d'organisations de la fédération sportive FFCC (« agents sociaux aux intérêts partiellement différents [...] », lieux géographiques, formations) rendent difficile « la progression de la qualité du spectacle dans les arènes ». 
Malgré une bonne santé apparente, le bouvino (le milieu de la course camarguaise) traverse dans les années 2020 une période difficile, socialement et économiquement. La pratique continue à être attaquée par les antispécistes ; manades et arènes sont dans une situation économique précaire ; la course se recroqueville sur ses zones géographiques traditionnelles ; des spectateurs à la recherche d'émotions fortes et sans respect pour la tradition et le taureau perturbent de plus en plus souvent les manifestations ; les raseteurs eux-mêmes tendent à négliger l'esthétique pour privilégier leurs gains. Face à ces évolutions négatives qui pourraient la reléguer progressivement à une manifestation folklorique résiduelle, la course camarguaise tente de se protéger, en demandant son classement au patrimoine culturel immatériel de l'Unesco (au titre de son impact positif sur la protection de l'écosystème camarguais). Elle cherche également à se réinventer en travaillant la génétique des manades, en mettant en valeur l'esthétique du sport plutôt que son aspect économique, en menant un travail pédagogique auprès des jeunes générations et en essayant — avec difficulté —de féminiser ce milieu très masculin, tant au niveau du public qu'au niveau des raseteurs ou des manadiers.

## Différence avec la corrida
Il n'y a ni mise à mort, ni sang versé.
La course camarguaise se distingue de la corrida par de nombreux aspects : « du taureau intègre que l'on met à mort (Espagne), on passe au taureau castré, glorifié de son vivant, d'un idéal de domination de l'officiant à un idéal de domination de l'animal consacré (Camargue). ».

## Présence au cinéma
- Le film D'où viens-tu Johnny ? met en scène une course accompagnée par le Paso de l'abrivado, spécialement composé par Eddie Vartan

- Le film documentaire UNE JEUNESSE FRANÇAISE {{ https://f3m.ca/film/une-jeunesse-francaise/}} suit les pas de 2 raseteurs
- Dans le film Animale, réalisé par Emma Benestan, la course camarguaise occupe une place centrale